# Seznam českých duchovních
Toto je Seznam českých duchovních. Duchovní jsou řazeni podle jednotlivých církví.

## Římskokatolická církev
- Seznam českých kardinálů
- Seznam biskupů a arcibiskupů
  - Seznam pražských biskupů a arcibiskupů
  - Seznam olomouckých biskupů a arcibiskupů
  - Seznam brněnských biskupů
  - Seznam litoměřických biskupů
  - Seznam královéhradeckých biskupů
  - Seznam českobudějovických biskupů
  - Seznam ostravsko-opavských biskupů
- Seznam českých nositelů titulu monsignore